# 羽尾跳鼠屬
羽尾跳鼠屬（學名Stylodipus），囓齒目跳鼠科的一屬，分佈在中亞地區。包括三種：
- 安氏跳鼠 Stylodipus andrewsi
- 蒙古跳鼠 Stylodipus sungorus
- 羽尾跳鼠 Stylodipus telum